# Papežská lateránská univerzita
Papežská Lateránská univerzita v Římě vznikla v roce 1959 rozhodnutím papeže Jana XXIII., který povýšil Lateránské ateneum na papežskou univerzitu. Ateneum založil papež Klement XIV. v roce 1773 při Římské koleji pro kleriky Říma z římského kněžského semináře. Při založení mělo ateneum jen dvě fakulty: filozofickou a teologickou.

## Členění univerzity

### Fakulty
- Teologická fakulta, má také inkorporované instituty:
  - Papežská akademie Alfonsiana (Vysokoškolský institut morální teologie)
  - Patristický institut Augustinianum
  - Institut teologie zasvěceného života „Claretianum“
- Filosofická fakulta
- Fakulta kanonického práva
- Fakulta civilního práva

### Instituty
- Institut Utriusque Iuris při tomto ateneu založil papež Pius IX. v roce 1853 v budově sv. Apolináře, dnes se nachází v sídle Lateránské univerzity. Institut má dvě fakulty: Fakultu kanonického práva a Fakultu civilního práva. Jde svým způsobem o ojedinělé studium na celém světe, protože předměty z kanonického a civilního práva se značně prolínají a vytvářejí u studentů dobrý základ pro právní kulturu jak z oblasti římského a kanonického, tak i z civilního práva. Institut poskytuje tyto akademické tituly: licenciát (obvykle tři roky studia; předtím musí být ukončené úplné vysokoškolské vzdělání – něco jako bakalář k Mgr., ale o úroveň výše) a doktorát (tento doktorát bychom mohli v Čechách přirovnat k velkému doktorátu – Ph.D.) z civilního práva na – Fakultě civilního práva, které uznává i Italská republika; licenciát a doktorát z kanonického práva na Fakultě kanonického práva a licenciát a doktorát „utriusque iuris“, který je možno získat na přednáškách, zkouškách a pomocí písemných prací na obou fakultách kombinovaným způsobem v souladu se studijním plánem Institutu „Utriusque iuris“.
- Pastorační institut Redemptor hominis
- Teologický institut v Assisi

V budově univerzity také sídlí nezávislý Papežský institut Jana Pavla II.

## Rektoři lateránské univerzity
- biskup Pio Paschini † (1932–1957)
- Mons. Antonio Piolanti † (1957–1969)
- Mons. Pietro Pavan † (1969–1973)
- Mons. Franco Biffi † (1974–1983)
- biskup Pietro Rossano † (7. prosince 1982 – 15. června 1991)
- Mons. Umberto Betti † (1991–1995)
- biskup Angelo Scola (14. září 1995 – 5. ledna 2002)
- biskup Salvatore Fisichella, od 2008 arcibiskup (18. ledna 2002 – 30. června 2010)
- biskup Enrico dal Covolo (30. června 2010 – 30. června 2018)
- prof. Vincenzo Buonomo (1. července 2018 – 1. srpna 2023)
- arcibiskup Alfonso Vincenzo Amarante, C.SS.R. (od 1. srpna 2023)